# Sagan-Befehl
Sagan-Befehl (niem. „rozkaz żagański”) – nazwa stosowana w historiografii wobec osobistego rozkazu Adolfa Hitlera, który polecił rozstrzelanie wszystkich alianckich lotników-jeńców wojennych schwytanych po ucieczce w nocy z 24 na 25 marca 1944 z obozu dla lotników Stalag Luft III w Żaganiu (tzw. „wielka ucieczka”).

## Ucieczka
Podczas tej ucieczki 111-metrowym tunelem wydostało się z obozu 76 jeńców (w tym sześciu Polaków). Niemal wszyscy zostali wcześniej lub później schwytani w wyniku zakrojonej na szeroką skalę obławy (tylko trzem udało się uniknąć zatrzymania: dwóm Norwegom i Holendrowi).

## Rozkaz
Rozkaz Hitlera, zredagowany na piśmie przez szefa Głównego Urzędu Bezpieczeństwa Rzeszy Ernsta Kaltenbrunnera, miał nakazywać zabicie wszystkich 73 schwytanych – pod pretekstem rzekomego stawiania oporu lub ponownego podejmowania próby ucieczki podczas transportu. Hermannowi Göringowi przypisywana jest interwencja u Hitlera, w wyniku której liczbę rozstrzelanych zmniejszono do pięćdziesięciu, pozostałym darując życie. Selekcję jeńców do rozstrzelania polecono szefowi policji kryminalnej Arthurowi Nebe.
W realizacji tego rozkazu zaangażowano m.in. funkcjonariuszy gestapo z Wrocławia, którzy utworzyli specjalny oddział egzekucyjny pod dowództwem komisarza Luxa. Z ich rąk zginęło nie mniej niż 27, a prawdopodobnie ponad trzydziestu jeńców. Rozstrzelania jeńców dokonali oni koło miejscowości Iłowa; świadkiem tego wydarzenia był m.in. funkcjonariusz gestapo ze Zgorzelca, który po wojnie składał obszerne wyjaśnienia w tej sprawie podczas śledztwa prowadzonego przez aliantów. Większość z członków wrocławskiego Mordkommando zginęła później w oblężeniu miasta, uniknęli więc oni odpowiedzialności przed sądem. Max Wielen otrzymał w tym procesie karę dożywocia; W. Scharpwinkel, schwytany przez Rosjan, nie został przekazany Brytyjczykom z powodu jego złego stanu zdrowia, ale złożył zeznania przed śledczymi brytyjskimi na terenie więzienia w ZSRR. Wkrótce później zmarł w Moskwie.

## Literatura dodatkowa
- Tadeusz Sojka, Sagan Befehl. Fakty i dokumenty, Warszawa-Poznań 1975
- Archiwum Głównej Komisji Badania Zbrodni Hitlerowskich w Polsce, Warszawa, Dział Mikrofilmów, sygn. M-543, M-544, M-555